# Nehen
Nehen ali Hierakonpolis (starogrško Ἱεράκων πόλις, latinizirano: Hierakōn polis, Sokolovo mesto, egiptovsko arabsko الكوم الأحمر‎‎, el-Kōm el-Aḥmar, Rdeča gomila) je bil  v obdobju od približno 3200–3100 pr. n. št. in morda v zgodnjem dinastičnem obdobju (okoli  3100–2686 pr. n. št.) verska in politična prestolnica Gornjega Egipta. Nekateri avtorji domnevajo, da bi mesto lahko to vlogo imelo že tisoč let prej.

## Središče Horovega kulta
Neken je bil središče kulta boga-sokola Hora Nekenskega, ki je imel v mestu enega od najstarejših egipčanskih templjev. Tempelj je obdržal svojo pomembnost še dolgo potem, ko je mesto izgubilo položaj prestolnice.
Prvo naselje v Nekenu je ali iz preddinastične amratske kulture (okoli 4400 pr. n. št.) ali morda iz pozne badarske kulture (okoli 5000 pr. n. št.). Višek je doživelo okoli leta 3400 pr. n. št. Obstajalo je najmanj 5000 let in je imelo morda 10.000 prebivalcev.
Ruševine mesta sta  proti koncu 19. stoletja prva raziskovala angleška arheologa James Quibell in Frederick W. Green. Leta 1894 sta odkrila temeljni depozit pod Horovim templjem. Quibell je bil učenec Flindersa Petrieja, očeta sodobne egiptologije, vendar ni sledil njegovim metodam in raziskava templja je bila za začetnika pretežavna. Izkopavanja so bila opravljena površno in so slabo dokumetirana.  Quibellova in Greenova poročila so pogosto protislovna.
Najslavnejši artefakt, povezan z glavnim depozitom, je Narmerjeva  paleta, čeprav morda sploh ni bila odkrita na tistem mestu. Po Quibellovem poročilu iz leta 1900 so jo našli v depozitu, po Greenovem iz leta 1902 en ali dva metra od njega. Uradno sprejeto je Greenovo poročilo, ker je podprto s starejšimi zapisi o izkopavanju. 
Glavni depozit je datiran v zgodnje Staro kraljestvo, čeprav umetniški slog najdenih  predmetov kaže na obdobje Nakada III. Predmeti so bili verjetno kasneje odloženi na glavni depozit. Drug pomemben najden predmet, Škorpijonova gorjača ali žezlo, je  nedvomno iz pozne prazgodovine. Na njej je upodobljen kralj, znan samo po ideogramu škorpijona, ki se zdaj uradno imenje  Škorpijon II. Gorjačo je uporabljal verjetno v ceremonijalu obrednega namakanja polj. Čeprav je Narmerjeva paleta bolj slavna, ker je na njej upodobljen prvi kralj s kronama Gornjega in Spodnjega Egipta, je Škorpijonova gorjača pomembna zato, ker kaže na sovraštvo Gornjega Egipta do Spodnjega. Na njej je namreč upodobljena mrtva priba, simbol Spodnjega Egipta, obešena na  prapor Gorjega Egipta.
Pred leti je dovoljenje za izkopavanje dobila mednarodna skupina arheologov, egiptologov, geologov in strokovnjakov z drugih področij, katero je do svoje smrti leta 1990 vodil Michael Hoffman, za njim pa Barbara Adams z  University College of London in Renee Friedman, ki je predstavljal University of California, Berkley in Britanski muzej. Po smrti Barbare Adams leta 2001 skupino vodi Renée Friedman.

## Trdnjava
Zgradba v Nehenu, napačno imenovana trdnjava, je z masivnimi zidaki iz blata obzidan velik prostor, ki ga je ogradil faraon Kasekemui iz Druge dinastije. Zgleda, da je bila zgrajena podobno in imela enak namen kot trdnjave v Abidosu in očitno ni imela nobene vojaške funkcije. Njen namen je še vedno neznan, zgleda pa, da je bila povezana z državnimi obredi in kulturo.
Na prazgodovinskem pokopališču je stala obredna zgradba. Izkopavanja in kasnejše tatvine zidakov iz blata so resno spodkopale  njene zidove in grozile, da se bo zgradba porušila.  Skupina arheologov pod Friedmanovim vodstvom je leta 2005 in 2006 poskušala stabilizirati obstoječo zgradbo z novimi zidaki.

## Najstarejša znana egipčanska poslikana grobnica
Med pomembna odkritja v Nehenu spada grobnica 100, najstarejša grobnica s poslikavami na ometanih stenah. Zanjo se domneva, da je iz kulture gerzeh (okoli 3500–3200 pr. n. št.).  Na sliki je prikazan domnevno verski prizor – pogrebna procesija ladjic. Med dvema levinjama levo spodaj je morda upodobljena boginja, sicer pa so na sliki številne rogate štirinožne živali, onagerji ali zebre, kozorogi, noji, levinje, impale, gazele in govedo.

## Najstarejši živalski vrt
Leta 2009 so med izkopavanji v Nehenu odkrili najstarejšo znano zbirko živali iz obdobja okoli 3500 pr. n. št. Med eksotičnini živalmi  so bili tudi povodni konji, antilope (Alcelaphus buselaphus), sloni, pavijani in divje mačke.

## Kasnejše dejavnosti
Nekatere grobnice v Nehenu so iz Srednjega kraljestva, drugega vmesnega obdobja in Novega kraljestva. V Horemhefovi grobnici so odkrili napis, ki poroča o njegovem potovanju v prestolnico. Horov tempelj, ki je bil tesno povezan z verskimi idejami o kraljestvu, se je uporabljal še v ptolomejskem obdobju.